# فورد برونكو
فورد برونكو (بالإنجليزية: Ford Bronco)‏ هي سيارة يتم إنتاجها من قبل شركة فورد.
في عام 2021، أعلنت شركة فورد إعادة تقديم سيارة برونكو الرياضية متعددة الاستخدامات بعد توقف دام 25 عامًا. مع كلا الإصدارين من بابين وأربعة أبواب، قامت فورد بإعادة تصنيع السيارة لتنافس جيب رانجلر. تم تقديمها مع سيارة كروس أوفر مدمجة تسمى فورد برونكو سبورت.